# محمد عبد الرحيم الغرابلي
محمد عبد الرحيم محمد الغرابلي (مواليد 26 أكتوبر 1999) لاعب كرة قدم مصري يجيد اللعب في مركز حارس المرمى. يلعب حاليا لصالح الخالدية في الدوري البحريني الممتاز منذ 2023.

## المسيرة الرياضية

### الأندية
في 30 نوفمبر 2020 انضم الغرابلي إلى الحالة البحريني (الدرجة الثانية) في صفقة انتقال حر. في موسمه الأول 2020-2021 وفي بطولة دوري الدرجة الثانية ساهم في تتويج فريقه بالبطولة بعدما تصدر الترتيب بفارق 3 نقاط عن وصيفه الخالدية ليصعدا معا إلى الدوري الممتاز وليحقق الغرابلي أولى بطولاته الشخصية. وفي بطولة كأس ملك البحرين ساهم في وصول فريقه إلى الدور الربع النهائي عندما خسر من الرفاع الشرقي 1-2. وفي بطولة كأس الاتحاد البحريني فشل فريقه في التأهل إلى الدور النصف النهائي بعدما احتل المركز الرابع في المجموعة الثانية بفارق 7 نقاط عن المتصدر المنامة.
في موسمه الثاني 2021-2022 وفي بطولة الدوري الممتاز ساهم في احتلال فريقه المركز الخامس بفارق 8 نقاط عن منطقة الهبوط. وفي بطولة كأس ملك البحرين خرج فريقه من مباراته الأولى عندما خسر في الدور الثمن النهائي من الرفاع 1-2. وفي بطولة كأس الاتحاد البحريني فشل فريقه في التأهل إلى الدور النصف النهائي.
في موسمه الثالث والأخير 2022-2023 وفي بطولة الدوري الممتاز ساهم في احتلال فريقه المركز العاشر بفارق نقطتين عن منطقة الهبوط المباشر وبالتالي انتقل للعب في ملحق البقاء الذي جمع بين صاحبي المركزين التاسع والعاشر في الدوري الممتاز وصاحبي المركزين الثالث والرابع في دوري الدرجة الثانية حيث احتل فريقه المركز الثاني بفارق نقطتين عن منطقة الهبوط وبقي في الدوري الممتاز. وفي بطولة كأس ملك البحرين ساهم في تتويج فريقه بالبطولة للمرة الأولى منذ 42 سنة عندما تغلب في المباراة النهائية على الأهلي بركلات الترجيح ليحقق الغرابلي ثاني بطولاته الشخصية. وفي بطولة كأس الاتحاد البحريني فشل فريقه في التأهل إلى الدور النصف النهائي بعدما احتل المركز الثالث في المجموعة الثالثة بفارق 9 نقاط عن المتصدر الخالدية.
في 13 يوليو 2023 انتقل الغرابلي من الحالة إلى الخالدية البحريني (الدوري الممتاز) في صفقة انتقال حر.

## الإنجازات والألقاب
- الحالة
  - دوري الدرجة الثانية (1): 2021/2020
  - كأس ملك البحرين (1): 2023/2022